# 肯扎·沙佩勒
肯扎·沙佩勒（阿拉伯语：‎；2002年8月22日—），法国和摩洛哥女子足球运动员，司职前锋，目前效力于斯特拉斯堡竞赛俱乐部和摩洛哥国家女子足球队。她曾代表摩洛哥参加2023年国际足联女子世界杯。